# Samuel Mikulak
Samuel "Sam" Mikulak (Newport Beach, California, 13 de octubre de 1992) es un gimnasta artístico de nacionalidad estadounidense. Ganó el título all-around individual del Campeonato de Gimnasia Masculino de la NCAA y es miembro del equipo masculino de gimnasia de Estados Unidos que compitió en los Juegos Olímpicos de Londres 2012.

## Primeros años
Mikulak nació en Corona del Mar, Newport Beach, California y estudió en la secundaria de la misma ciudad. Sus padres compitieron en gimnasia en la Universidad de California en Berkeley, e iniciaron a Sam en la gimnasia a la edad de dos años. Su padre, Stephen Mikulak, es un cirujano ortopédico. Mikulak fue miembro del equipo Nacional Juvenil entre 2007 y 2010. Ganó el campeonato all-around, así como campeonatos de eventos en el aparato de suelo y salto en los Olímpicos Nacionales Junior de 2010.

Mis padres eran gimnastas, así que desde cuando empecé a caminar me enseñaron técnicas de gimnasia. Mi primera clase la tuve en SCATS a los dos años de edad.
—Mikulak.

## Universidad de Míchigan
Mikulak se matriculó en la Universidad de Míchigan, donde es miembro del equipo masculino de gimnasia de la universidad, los Michigan Wolverines. Como estudiante de primer año en 2011 ganó el título all-around individual del Campeonato de Gimnasia Masculino de la NCAA con una puntuación récord de 90,75. 
Durante su segundo año en el 2012, ganó el campeonato de la Big Ten Conference, en la modalidad de barra fija con una puntuación de 15.45 y el caballo con arcos con una puntuación de 15,55. Terminó tercero en la competencia all-around en el campeonato de la NCAA en 2012. Mikulak es el primer miembro del equipo masculino de gimnasia artística de la Universidad de Míchigan en calificar a los Juegos Olímpicos.

¿Cuáles son tus metas en la gimnasia?: Quiero competir en los Campeonatos Visa este año. Quiero formar parte del Equipo Nacional y competir en los Campeonatos Mundinales y en los Juegos Olímpicos. Quiero también obtener una beca para la universidad.
—Entrevista a Mikulak.

## Juegos Olímpicos de 2012
El 1 de julio de 2012, fue seleccionado para formas parte del equipo masculino de gimnasia estadounidense —junto a Jacob Dalton, Jonathan Horton, Danell Leyva y John Orozco— y representó a su país en los XXX Juegos Olímpicos, realizados en la ciudad de Londres, Reino Unido entre el 27 de julio y el 12 de agosto de 2012. Es el primer gimnasta masculino de la Universidad de Míchigan en ser nombrado parte del equipo olímpico de Estados Unidos. Fue elegido para el equipo olímpico a pesar de ser incapaz de competir en cinco de los seis eventos después de torcerse el tobillo al completar el aparato de salto en la primera noche de los ensayos olímpicos. El compañero de habitación y de equipo en Míchigan, Syque Caesar, también competirá en los Juegos Olímpicos de 2012, pero representando a Bangladés.